# Diògenes de Sinope
|  | Per a altres significats, vegeu «Diògenes (desambiguació)». |

Diògenes (en grec antic: Διογένης ὁ Σινωπεύς, llatí: Diogenes), sovint anomenat el Cínic (ὁ Κυνικός, ho Kynikós, de vegades traduït com 'el Ca'), fou un filòsof de l'antiga Grècia natural de Sinope. Pertanyia a l'escola cínica (en conseqüència, és considerat un socràtic menor), i va néixer cap al 400 aC i va morir a Corint el 323 aC. Es considera el més influent i conegut dels filòsofs cínics, i és conegut per les nombroses anècdotes que l'envolten, moltes de les quals són pseudobiogràfiques.
Ha donat nom a la famosa síndrome de Diògenes, que es caracteritza per l'acumulació compulsiva d'objectes, malgrat que la seva filosofia propugnava justament el contrari, el rebuig a les riqueses i les coses materials.

## Biografia
Segons Diògenes Laerci, el seu pare era un banquer (en grec, τραπεζῖτης) anomenat Hicesi. Sembla probable que Diògenes també es va inscriure al negoci bancari ajudant el seu pare.
En algun moment, Hicesi i Diògenes es van veure implicats en un escàndol que implicava l'adulteració o la degradació de la moneda, Com a conseqüència, Diògenes va ser enviat a l'exili i va perdre la seva ciutadania i tots els seus béns materials. Aquest aspecte de la història sembla estar corroborat per l'arqueologia: s'han descobert a Sinope un gran nombre de monedes desfigurades (esclafades amb colps de cisell) que daten de mitjans del segle iv aC, i altres monedes de l'època porten el nom de Hicesi com el funcionari que les va encunyar. En aquests temps, doncs, hi havia moltes monedes falses circulant a Sinope, desfigurades deliberadament per tal de deixar-les sense valor com a moneda de curs legal. Sinope s'estava disputant entre faccions properses i progregues al segle iv aC, i hi pogué haver motius polítics més que financers darrere el fet.

### Atenes

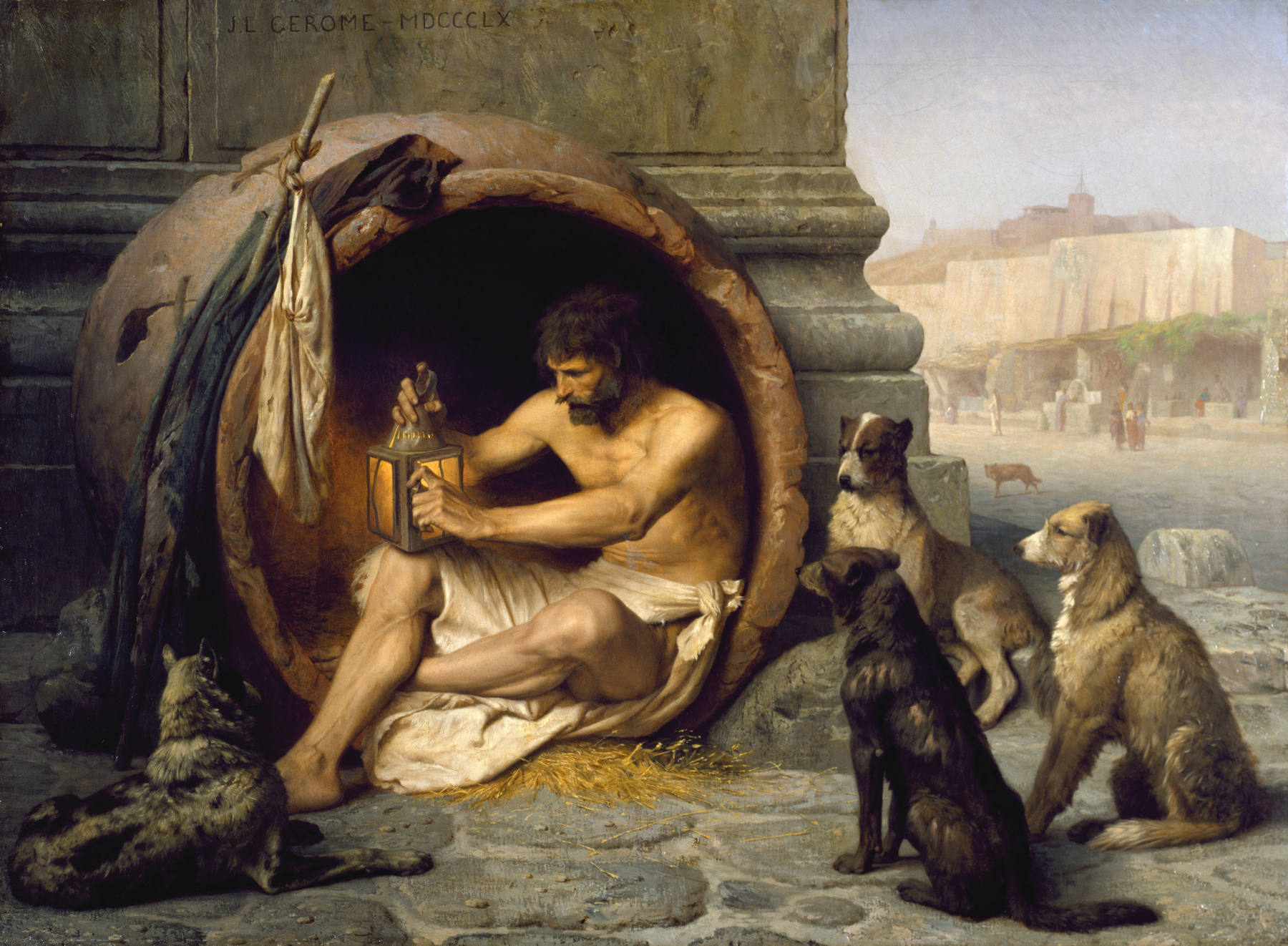
Diògenes, de Jean-Léon Gérôme (1860)

Segons narra Diògenes Laerci, Diògenes va demanar consell a un oracle, i aquest li va dir que havia de «συνχωρήσαντος τò πολιτικòν νόμισμα» ('desfigurar la moneda política'), expressió que Diògenes no va acabar d'entendre. Després de la debacle de Sinope, Diògenes va comprendre que l'oracle volia dir que havia de modificar els costums polítics (i no falsejar monedes). Va viatjar a Atenes, i va fer de l'objectiu de la seva vida desafiar els costums i els valors establerts. Argumentava que, en comptes de preocupar-se per la veritable naturalesa del mal, la gent només es basava en interpretacions habituals. Després d'una joventut extravagant, va emprendre una vida d'austeritat i d'autocontrol: es diu que, a l'estiu, es cobria d'arena calenta i, a l'hivern, es colgava de neu; vivia al carrer o dins un tonell, anava mal vestit i descalç i altres circumstàncies semblants i en general excèntriques. Sembla, però, que tot i així fou prou respectat pels atenesos de l'època.
A Atenes, Diògenes va sentir atret per l'ensenyament ascètic d'Antístenes, deixeble de Sòcrates. Quan Diògenes va demanar a Antístenes que fos el seu mentor, Antístenes el va ignorar i, segons es diu, «finalment el va colpejar amb el seu bastó». Diògenes va respondre: «colpeja, perquè no trobaràs cap fusta prou dura per allunyar-me de tu, sempre que cregui que tens res a dir». Diògenes es va convertir en l'alumne d'Antístenes, malgrat la brutalitat amb què va ser rebut inicialment. Malgrat que no se sap si la seva relació com a mestre i deixeble és verídica o fictícia, Diògenes va superar seu pretès mestre tant en reputació com en l'austeritat de la seva vida. Considerava que evitar els plaers terrenals era un contrast i un comentari sobre els comportaments atenesos contemporanis. Aquesta actitud es basava en un menyspreu pel que considerava la bogeria, la pretensió, la vanitat, l'autoengany i l'artificialitat de la conducta humana.

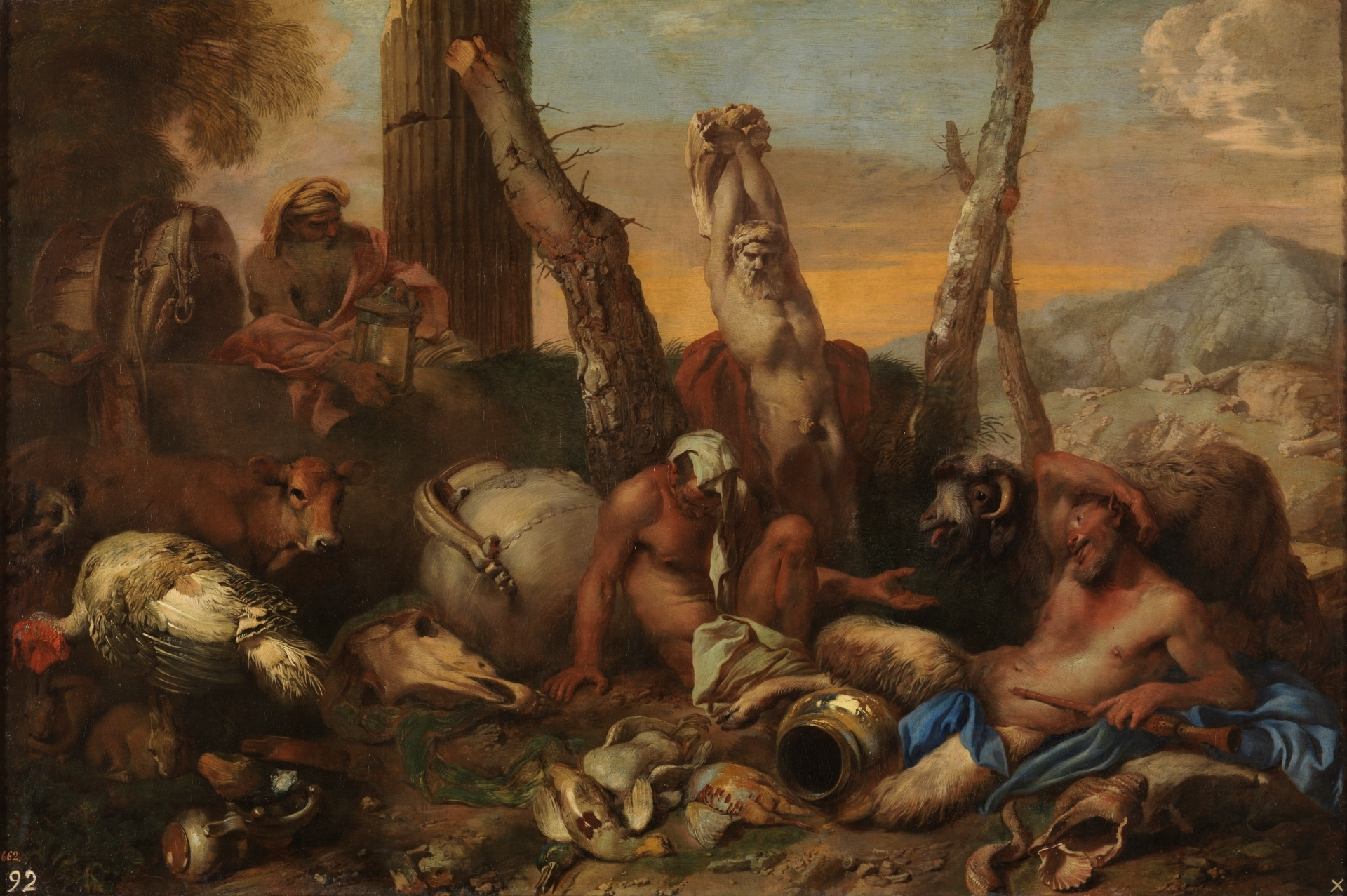
Diògenes cerca un home, de Castiglione (c. 1645 - 1655), al Museu del Prado

Sobre la seva estada a Atenes es conten moltes altres anècdotes, que il·lustren la coherència lògica del seu personatge. Diògenes va arribar a Atenes amb un esclau anomenat Manes, que va fugir d'ell al cap de poc. Amb un humor característic, Diògenes va descartar la seva mala sort, dient: «si Manes pot viure sense Diògenes, per què no pot Diògenes viure sense Manes?» Diògenes es burla d'aquesta relació d'extrema dependència. Es va adaptar al temps vivint en un tenalla de vi que pertanyia al temple de Cíbele. Va destruir l'escudella de fusta que posseïa en veure un nen pagès beure del buit de les seves mans, exclamant: «Estúpid que soc per haver portat un equipatge superflu tot aquest temps!». Solia passejar a plena llum del dia amb una llàntia; quan li demanaven què feia, responia: «estic cercant un home». Les fonts modernes sovint diuen que Diògenes cercava un home honest, però en les antigues simplement cerca un home (ἄνθρωπον ζητῶ). Això s'ha interpretat en el sentit que, segons la seva opinió, el comportament sense raonament de la gent que l'envoltava no mereixia que hom els qualificàs com a homes. Diògenes cercava un home, però se suposa que no va trobar més que canalla i canalla.

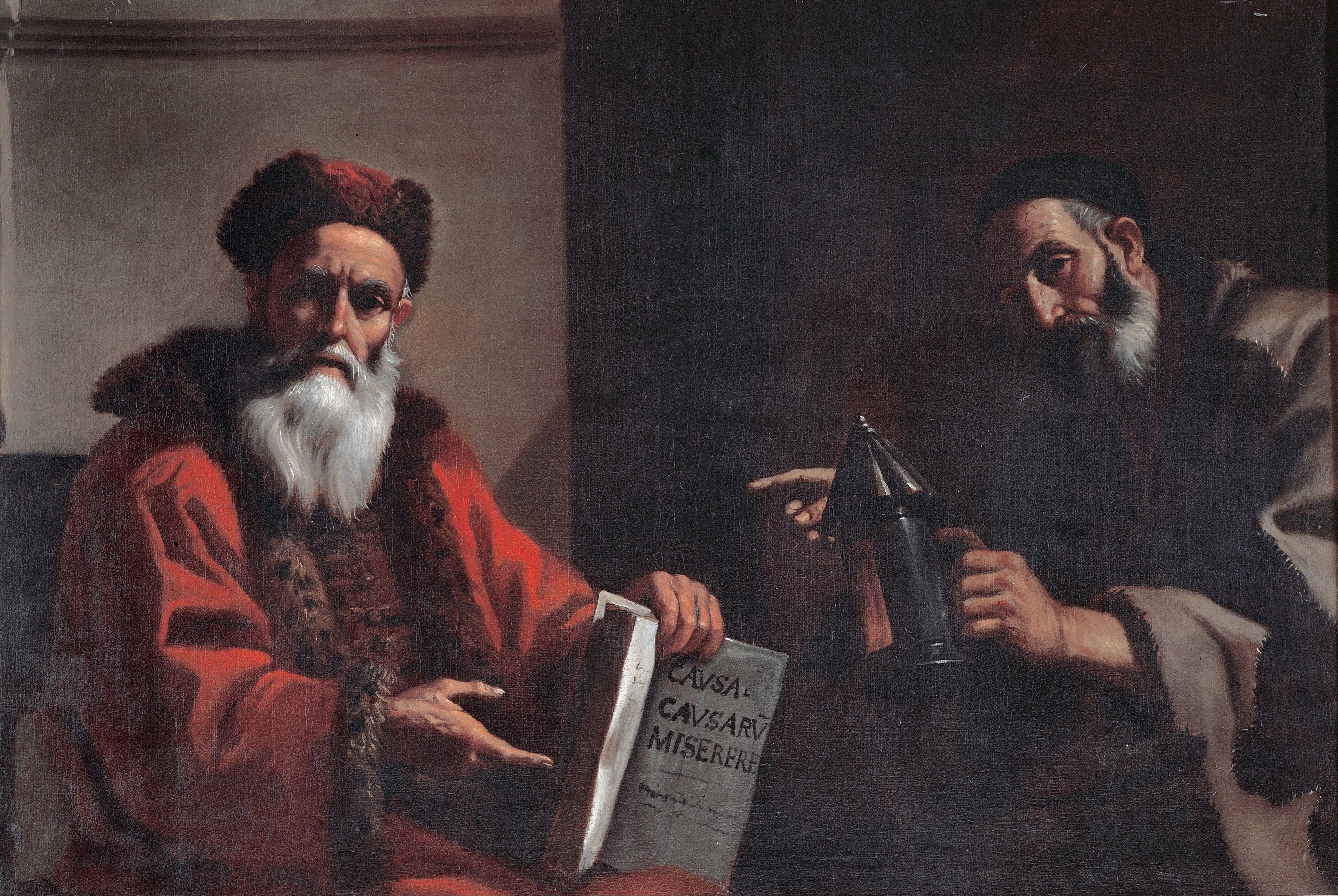
Plató i Diògenes de Mattia Preti

Diògenes menyspreava Plató i la seva filosofia abstracta. Diògenes considerava Antístenes com el veritable hereu de Sòcrates, i compartia el seu amor per la virtut i la indiferència per la riquesa, juntament amb un menyspreu per l'opinió general. Diògenes compartia la creença de Sòcrates que podia funcionar com a metge de les ànimes dels homes i millorar-los moralment, alhora que menyspreava la seua estupidesa. Plató va descriure Diògenes com «un Sòcrates que es va tornar boig». Segons Diògenes Laerci, quan Plató va donar la definició de l'home com a «bípede sense plomes», Diògenes va agafar un pollastre i el va portar a Acadèmia platònica, dient: «aquest és l'home de Plató» («Οὗτός ἐστιν ὁ Πλάτωνος ἄνθρωπος»), de manera que l'acadèmia va afegir «amb ungles planes amples» a la definició.

### Corint
Segons una història que sembla haver-se originat amb Menip de Gàdara, Diògenes va ser capturat pels pirates mentre estava de viatge a Egina i venut com a esclau a Creta a un corinti anomenat Xeníades. Quan li van preguntar el seu ofici, va respondre que no coneixia cap ofici sinó el de governar, i que volia ser venut a un home que necessités un amo. A Xeníades li agradava el seu esperit i va contractar Diògenes per fer de tutor dels seus fills. Com a tutor dels dos fills de Xeníades es diu que va viure a Corint la resta de la seva vida i que es va dedicar a predicar les doctrines de l'autocontrol virtuós. Hi ha moltes històries sobre el que realment li va passar després del temps amb els dos fills de Xeníades. Hi ha històries que diuen que va ser posat en llibertat després de convertir-se en «un membre estimat de la llar», mentre que una altra diu que va ser alliberat gairebé immediatament, i una altra afirma que «va fer-se vell i va morir a casa de Xeníades a Corint». Fins i tot es diu que va donar conferències als Jocs Ístmics. Encara que la majoria de les històries sobre la seva vida en una tenalla es situen a Atenes, Llucià explica una anècdota en la qual vivia en una tenalla prop del gimnàs de Corint.

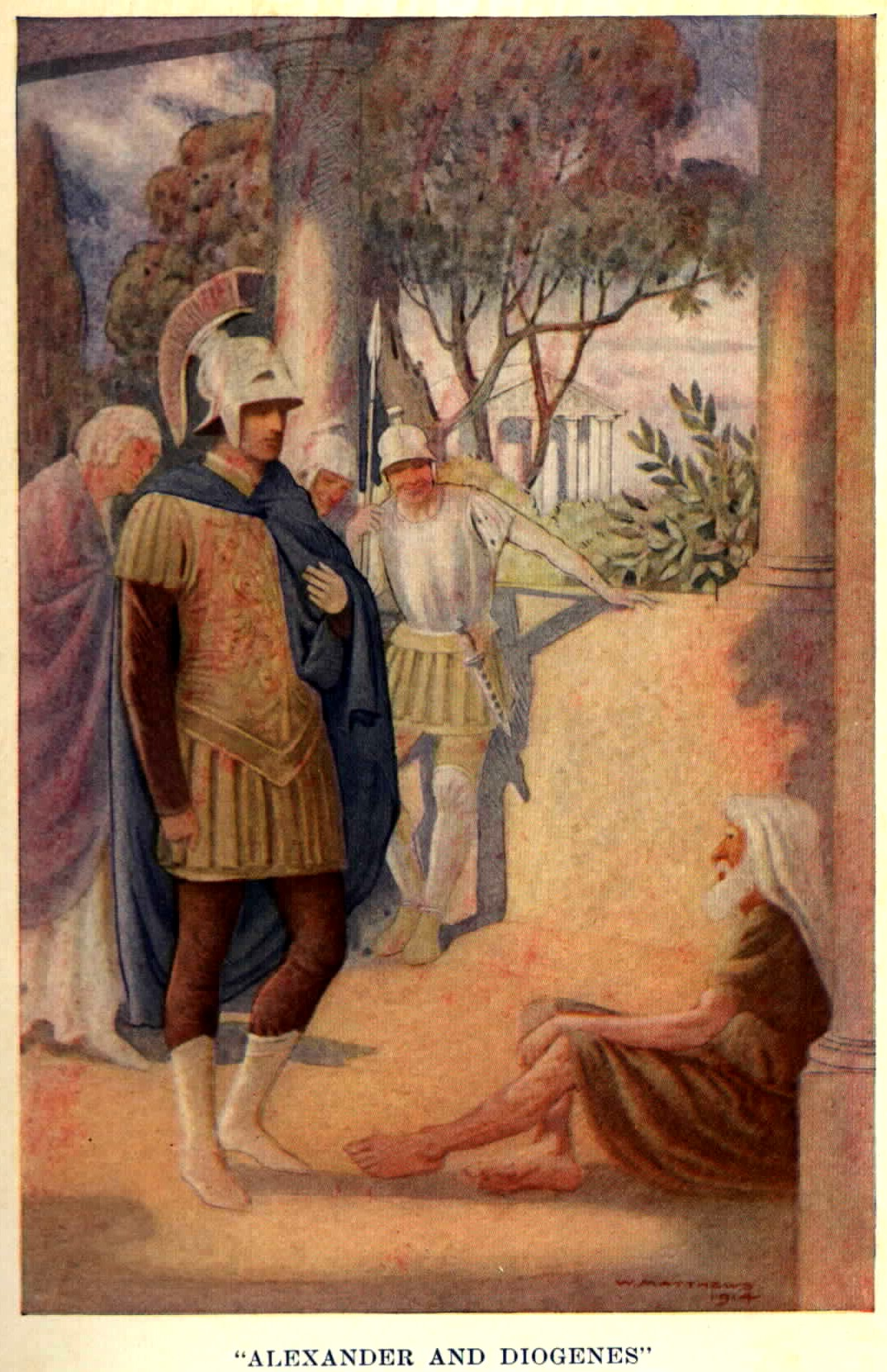
Alexandre el Gran visita Diògenes a Corint, de W. Matthews (1914)

Va ser a Corint on se suposa que va tenir lloc una trobada entre Alexandre el Gran i Diògenes. Aquestes històries són probablement apòcrifes. Els relats de Plutarc i Diògenes Laerci diuen que, mentre Diògenes es relaxava a la llum del sol del matí, es va entrevistar amb Alexandre el Gran; quan el rei es va presentar com a «Alexandre el Gran», Diògenes va respondre: «jo sóc Diògenes el gos». Alexandre, emocionat de conèixer el famós filòsof, li va demanar si li podia fer cap favor. Diògenes va respondre: «sí, surt del mig que em tapes el sol». Aleshores, Alexandre va declarar: «si jo no fos Alexandre, voldria ser Diògenes». En un altre relat de la conversa, Alexandre va trobar el filòsof mirant atentament un munt d'ossos humans. Diògenes va dir: «Estic cercant els ossos del teu pare, però no els puc distingir dels d'un esclau». Val a dir que aquesta història és inventada, car al començament del seu regnat Alexandre no es referia a si mateix com «el Gran», títol que no va rebre fins més tard.

### Mort
Hi ha relats contradictoris de la mort de Diògenes. Els seus contemporanis van al·legar que va aguantar la respiració fins que va morir, encara que altres relats de la seva mort diuen que es va emmalaltir per menjar pop cru o per una mossegada de gos infectada. Quan li van demanar com volia ser enterrat, va deixar instruccions per ser llençat fora de la muralla de la ciutat perquè els animals poguessin gaudir del seu cos. Quan li van demanar si no patia per això, va dir: «de cap manera, sempre que em proporcionis un bastó per fer fora les criatures!». Quan li van demanar com podria fer servir el pal estant inconscient, va respondre: «si no estic conscient, per què m'hauria d'importar el que em passa quan estic mort?». Fins al final, Diògenes es va burlar de la preocupació excessiva de la gent pel tractament «correcte» dels morts. Els corintis van aixecar a la seva memòria un pilar sobre el qual descansava un gos de marbre de Paros. Plutarc i Diògenes Laerci afirmen que tant Diògenes com Alexandre van morir el mateix dia; tanmateix, no es pot verificar la data de mort real de cap dels dos.
Va morir al tomb dels 80 anys, el 323 aC.

## Pensament
Diògenes és el representant més conegut de l'anomenada escola cínica. No se n'ha conservat cap obra, i la imatge que hom en té no reflecteix tant el seu pensament, en bona part desconegut, com el personatge que la societat grega va crear, fent-lo protagonista d'un gran nombre d'anècdotes, en bona part inventades, relacionades amb el pensament cínic.
Les idees de Diògenes, com les de la majoria dels altres cínics, han arribat indirectament. Sobreviuen com a part de les espúries epístoles cíniques cinquanta-un escrits de Diògenes, encara que es diu que va ser autor de més de deu llibres i set tragèdies que no sobreviuen. Les idees cíniques són inseparables de la pràctica cínica; per tant, el que se sap de Diògenes està contingut en anècdotes relatives a la seva vida i dites que hom li atribueix en diverses fonts clàssiques disperses.
Diògenes ha passat a la història com un menyspreador de la cultura, i va influir més per la seva manera de viure que no pas pels seus ensenyaments filosòfics. Diògenes fou el primer a anomenar-se a si mateix cosmopolita, en lloc de declarar-se ciutadà d'una ciutat o d'un estat. Certament, Sòcrates ja s'havia proclamat com a pertanyent al món, en lloc d'una ciutat, a Diògenes li correspon el primer ús conegut del mot cosmopolita. Quan li van demanar d'on venia, va respondre: «κοσμοπολίτης» ('ciutadà del món'). Aquesta era una reivindicació radical en un món on la identitat d'un home estava íntimament lligada a la seva ciutadania d'una determinada ciutat-estat. Com a exiliat i marginat, un home sense identitat social, Diògenes va deixar una empremta en els seus contemporanis.

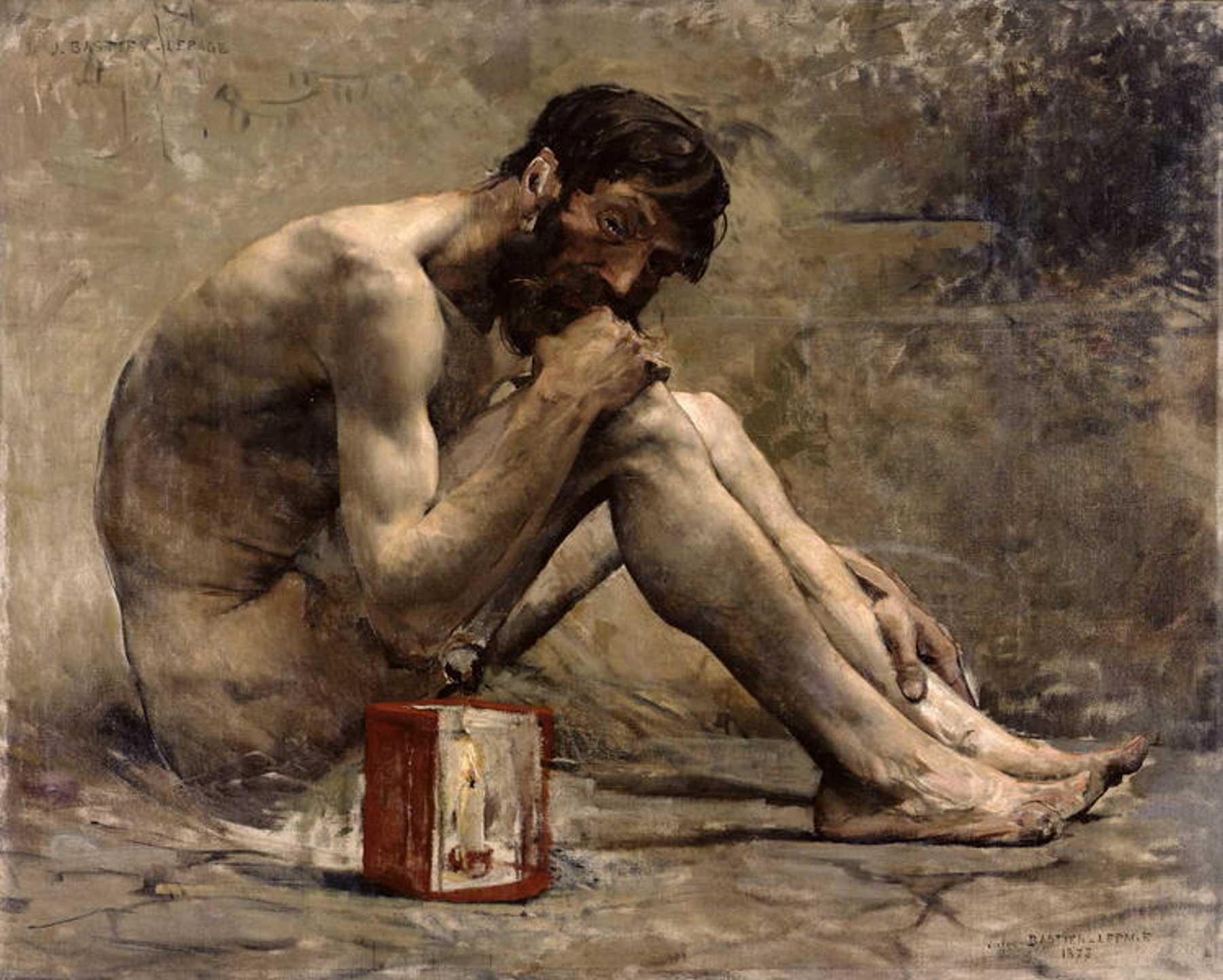
Diògenes (1873), de Jules Bastien-Lepage

Diògenes ensenyava amb l'exemple. Va intentar demostrar que la saviesa i la felicitat pertanyen a l'home que és independent de la societat i que la civilització és regressiva. Va menysprear no només l'organització familiar i sociopolítica, sinó també els drets de propietat i la reputació. Fins i tot va rebutjar les idees tradicionals sobre la decència humana. A més de menjar al mercat, es diu que Diògenes va orinar sobre els que l'insultaven, va defecar al teatre, es va masturbar en públic i va assenyalar la gent amb el dit del mig, que era considerat insultant. Diògenes Laerci també relata que Diògenes escopia i feia pets en públic. A la pregunta sobre el fet que menjàs en públic, Diògenes va dir: «si esmorzar no és gens fora de lloc, aleshores tampoc no és fora de lloc esmorzar al mercat». Sobre la indecència de la seva masturbació en públic, diria: «si fos tan fàcil desterrar la fam fregant-me la panxa...».
Moltes anècdotes de Diògenes fan referència al seu comportament de gos i als seus elogis a les virtuts d'un gos. No se sap si Diògenes va ser insultat com a gos i en va fer una virtut, o si ell mateix va agafar primer el tema del gos. Quan li van demanar per què l'anomenaven «gos», va respondre: «m'encanta que em donin qualsevol cosa, ploro als que no ho fan i els poso les dents en canalla». Una explicació que donaven els antics sobre per què els cínics eren anomenats gossos és que Antístenes ensenyava al gimnàs Cinosarges d'Atenes: el mot Cynosarges significa 'el lloc del gos blanc'. Els cínics posteriors també van intentar aprofitar la paraula, tal com explica un escoli:
| «                                  | Hi ha quatre raons per les quals els cínics es diuen així. Primer, per la indiferència de la seva manera de viure, perquè fan un culte a la indiferència i, com els gossos, mengen i fan l'amor en públic, van descalços i dormen a les tines i a les cruïlles. La segona raó és que el gos és un animal desvergonyit, i fan un culte a la desvergonya, no per estar per sota de la modèstia, sinó per ser superiors. La tercera raó és que el gos és un bon guàrdia, i guarden els principis de la seva filosofia. La quarta raó és que el gos és un animal discriminador que pot distingir entre els seus amics i enemics. Així, reconeixen com a amics els que són aptes per a la filosofia, i els reben amablement, mentre que els que no són aptes els allunyen, com gossos, lladrant-los. | » |
| — Escoli a la Retòrica d'Aristòtil | |   |

Diògenes creia que els éssers humans vivien hipòcritament i farien bé d'estudiar el gos. A més de realitzar les funcions corporals naturals en públic amb facilitat, un gos menja qualsevol cosa i no fa cap problema sobre on dormir. Els gossos viuen en el present i no serveixen per a la filosofia pretensiosa. Saben instintivament qui és amic i qui és enemic.
Diògenes afirmava que «altres gossos mosseguen als seus enemics; jo mossego els meus amics per salvar-los». Diògenes sostenia que tots els creixements artificials de la societat eren incompatibles amb la felicitat i que la moral implica un retorn a la simplicitat de la natura. Tan gran era la seva austeritat i la seva senzillesa que els estoics més tard reclamarien que era un home savi. Segons les seves paraules, «els humans hem complicat cada simple regal dels déus».

## Llegat

### Representacions a l'art
Diògenes ha estat representat diverses vegades al llarg de la història de l'art, sovint com a personificació del menyspreu envers les convencions socials.

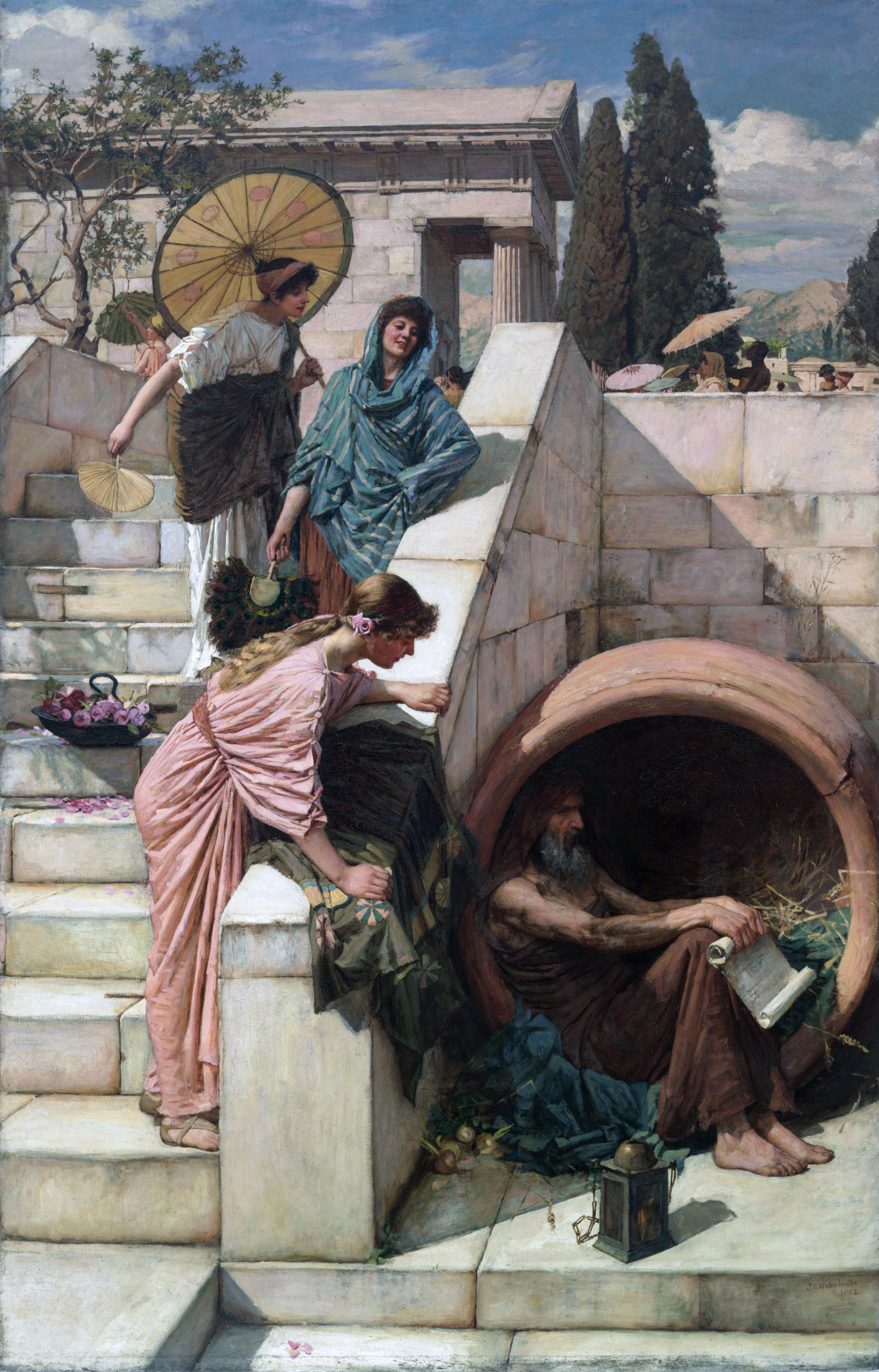
Diògenes (1882) de John William Waterhouse

Tant en l'antiguitat com en l'època moderna, la personalitat de Diògenes ha atret molt els escultors i els pintors. Bustos antics existeixen als museus del Vaticà, el Louvre i el Capitoli. L'entrevista entre Diògenes i Alexandre està representada en un antic baix relleu de marbre trobat a la vil·la Albani (Roma). Al fresc de Rafael L'escola d'Atenes, una figura solitària jacent en primer pla representa Diògenes.
Les nombroses al·lusions als gossos a Timó d'Atenes de Shakespeare són referències a l'escola del cinisme que es podrien interpretar com un paral·lelisme entre l'ermità misantròpic, Timó i Diògenes; però Shakespeare hauria tingut accés a l'assaig «De Demòcrit i Heràclit» de Michel de Montaigne, que posava èmfasi en les seves diferències: Timó desitja activament els homes malament i els evita com a perillosos, mentre que Diògenes els estima tan poc que el contacte amb ells no podria molestar. ell. El timonisme es contrasta sovint amb el cinisme: «Els cínics van veure què podia ser la gent i es van enfadar pel que s'havien convertit; els timonistes van sentir que els humans eren desesperadament estúpids i indiferents per naturalesa i, per tant, no veien cap esperança de canvi.»
El nom del filòsof va ser adoptat en la ficció pel Club Diògenes, una organització a la qual pertany el germà de Sherlock Holmes, Mycroft Holmes, en la història L'intèrpret grec de Sir Arthur Conan Doyle. Es diu que els seus membres són educats, però poc parladors i no els agrada socialitzar, igual que al mateix filòsof.

### Psicologia
El nom de Diògenes s'ha aplicat a un trastorn del comportament caracteritzat per l'autonegligència i l'acumulació aparentment involuntàries. El trastorn afecta la gent gran i té un nom bastant inadequat, ja que Diògenes va rebutjar deliberadament els estàndards comuns de comoditat material i era qualsevol cosa menys un acaparador.

## Galeria

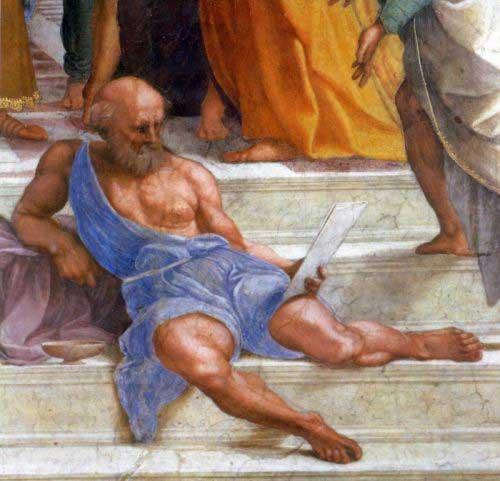
Diògenes de Sinope en un detall de L'escola d'Atenes, de Rafael (1510), Estances de Rafael al Vaticà, Roma
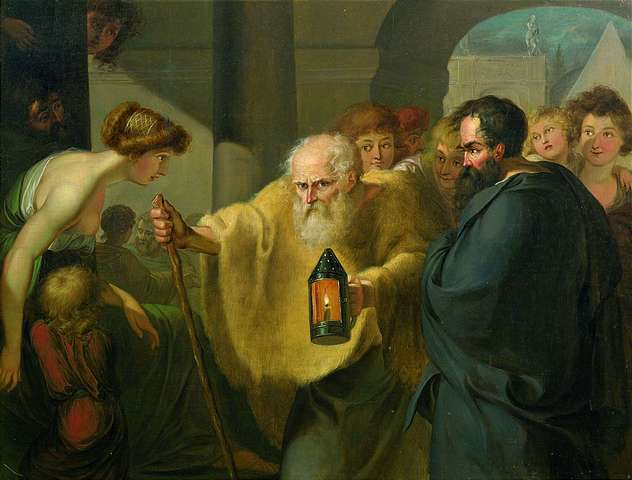
Diògenes cerca un home, atribuït a Johann Heinrich Wilhelm Tischbein (ca. 1780)
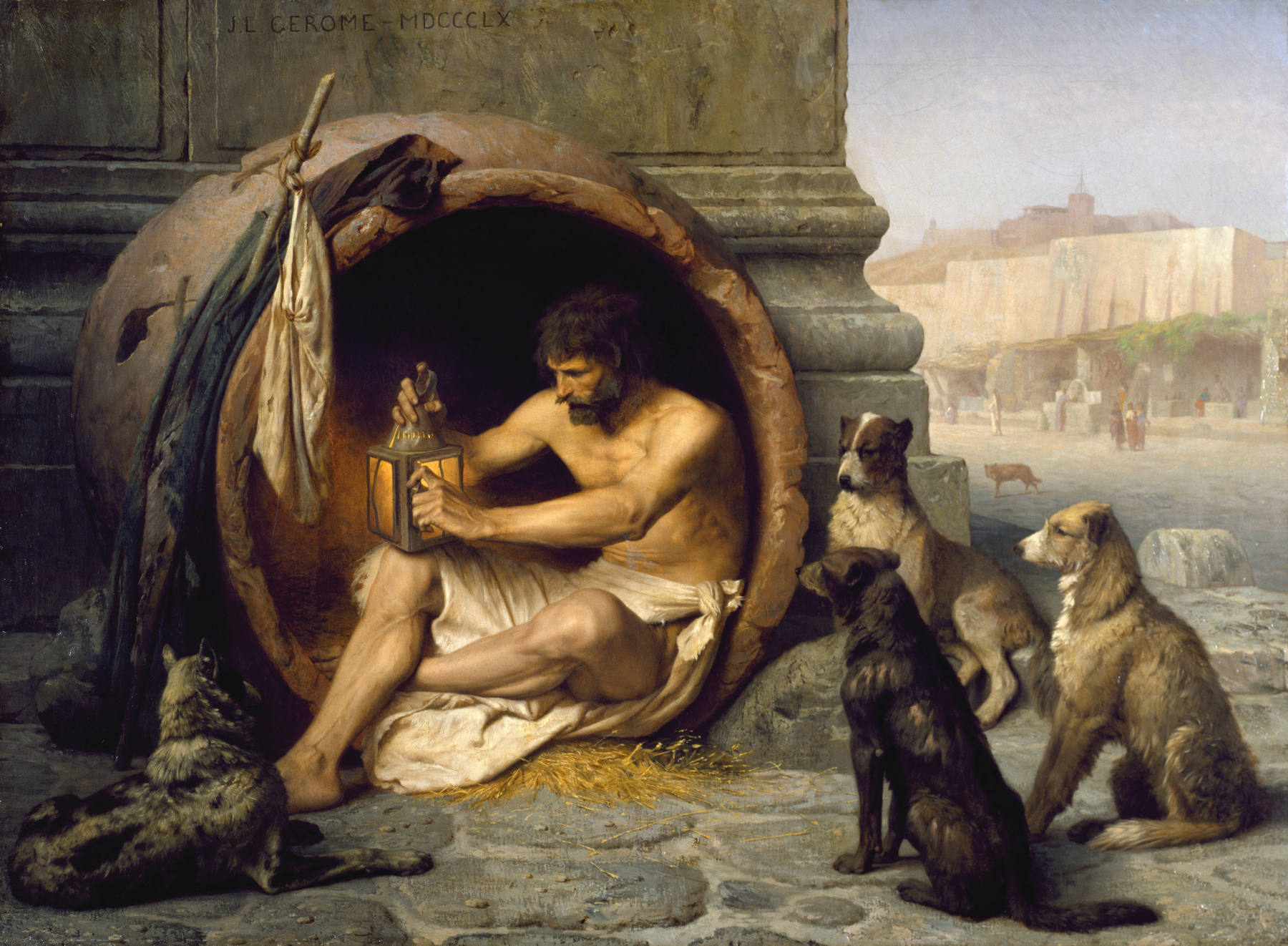
La filosofia com a forma de vida radical: Diògenes dins la tenalla, de Jean-Léon Gérôme (1860)
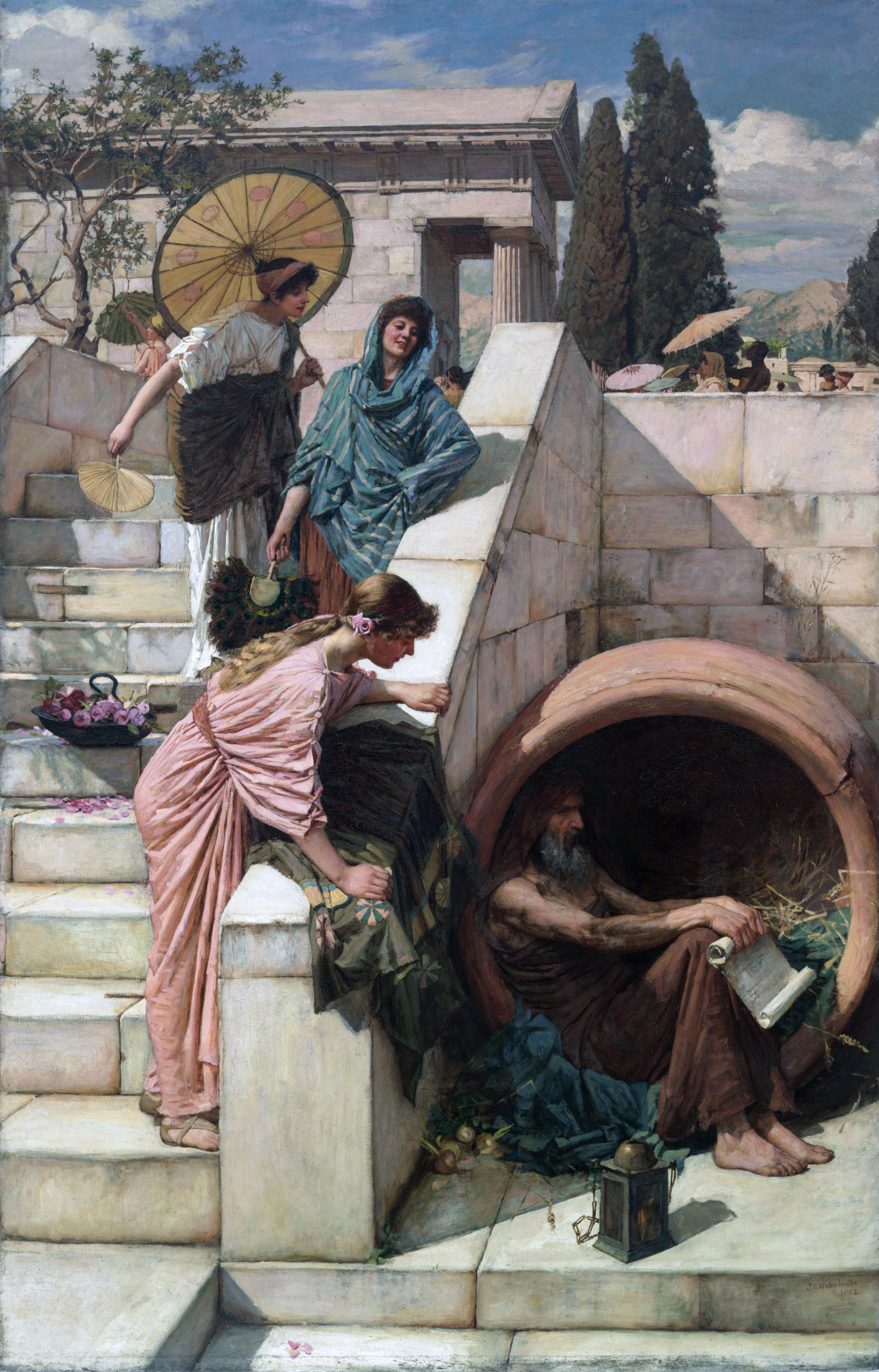
Diògenes (1882), de John William Waterhouse  Arxivat 2007-03-12 a Wayback Machine.